# Mišinka
Mišinka is een plaats in de gemeente Kutina in de Kroatische provincie Sisak-Moslavina. De plaats telt 107 inwoners (2001).